# Большежировский сельсовет
Большежи́ровский сельсове́т — муниципальное образование (сельское поселение) в Фатежском районе Курской области. Расположен на юго-востоке района. 
Административный центр — село Большое Жирово.

## История
Образован в 1918 году. В 1928 году вошёл в состав Фатежского района.
В 1962 году к Большежировскому сельсовету был присоединен Ушаковский сельсовет. 18 июля 1963 года в состав Большежировского сельсовета из Пронского сельсовета Курского района были переданы посёлок Бартеневский и хутор Долгий. Законом Курской области от 21 октября 2004 года № 48-ЗКО (в ходе муниципальной реформы 2006 года) муниципальное образование Большежировский сельсовет наделено статусом сельского поселения. 26 апреля 2010 года к Большежировскому сельсовету были присоединены Кромской и Колычевский сельсоветы.

## Население
| 2002  | 2010  | 2012  | 2013  | 2014  | 2015  | 2016  |
| ----- | ----- | ----- | ----- | ----- | ----- | ----- |
| 1163  | ↗1643 | ↗1735 | ↗1792 | ↗1809 | ↘1764 | ↘1740 |
| 2017  | 2018  | 2019  | 2020  | 2021  |       |       |
| ↘1697 | ↘1666 | ↘1631 | ↘1630 | ↗1818 |       |       |

## Состав сельского поселения
| №  | Населённый пункт  | Тип населённого пункта       | Население |
| -- | ----------------- | ---------------------------- | --------- |
| 1  | Абрамовский       | хутор                        | ↘11       |
| 2  | Александровский   | хутор                        | ↘6        |
| 3  | Амелин            | хутор                        | ↘8        |
| 4  | Андреевка         | деревня                      | ↘6        |
| 5  | Афонюшенский      | хутор                        | ↘13       |
| 6  | Бартеневский      | посёлок                      | ↘23       |
| 7  | Беловка           | деревня                      | ↗29       |
| 8  | Бирюковка         | деревня                      | ↗37       |
| 9  | Богдановка        | деревня                      | ↘21       |
| 10 | Большое Жирово    | село, административный центр | ↗542      |
| 11 | Волна Революции   | хутор                        | ↘10       |
| 12 | Головачи          | деревня                      | ↘20       |
| 13 | Головинка         | деревня                      | ↘18       |
| 14 | Горки             | хутор                        | ↘12       |
| 15 | Долгий            | хутор                        | ↘8        |
| 16 | Евдокимовка       | деревня                      | ↘6        |
| 17 | Ивановский        | хутор                        | ↘24       |
| 18 | Кобелевский       | хутор                        | ↘15       |
| 19 | Колычево          | деревня                      | ↘7        |
| 20 | Кореневка         | хутор                        | ↘32       |
| 21 | Костина           | хутор                        | ↘10       |
| 22 | Кочеток           | хутор                        | ↘22       |
| 23 | Кочеток           | хутор                        | ↗12       |
| 24 | Кромская          | деревня                      | ↘24       |
| 25 | Кукуевка          | деревня                      | ↗11       |
| 26 | Кукуевка          | хутор                        | ↘105      |
| 27 | Кутасовка         | деревня                      | ↗50       |
| 28 | Ленина            | хутор                        | ↘17       |
| 29 | Литва             | хутор                        | ↘7        |
| 30 | Майский           | хутор                        | ↘60       |
| 31 | Малиховский       | хутор                        | ↘0        |
| 32 | Малое Жирово      | деревня                      | ↘32       |
| 33 | Мармыжи           | деревня                      | ↘24       |
| 34 | Мелешинка         | хутор                        | ↘47       |
| 35 | Новое Сдобниково  | село                         | ↘31       |
| 36 | Полевой Колодезь  | деревня                      | ↘33       |
| 37 | Поныри            | хутор                        | ↘8        |
| 38 | Семёновский       | хутор                        | ↘8        |
| 39 | Сетное            | деревня                      | ↘33       |
| 40 | Скрипеевка        | деревня                      | ↗26       |
| 41 | Старое Сдобниково | посёлок                      | ↘20       |
| 42 | Томилин Колодезь  | деревня                      | ↘57       |
| 43 | Ушаково           | деревня                      | ↘36       |
| 44 | Хворостово        | деревня                      | ↘18       |
| 45 | Хлынино           | деревня                      | →45       |
| 46 | Хмельной          | хутор                        | ↘8        |
| 47 | Чернышевка        | деревня                      | →29       |
| 48 | Чибисовка         | хутор                        | ↘22       |

## Председатели сельсовета
- Гусев, А. И.
- Емельянов
- Миненков
- Поляков
- Чаплыгин
- Емельянова, Клавдия Фёдоровна
- Фатьянова, Александра Владимировна (1939—1941) — казнена фашистами во время оккупации[15].
- Белова, Екатерина Дмитриевна
- Коростелев, И. М.
- Нагорный, Вячеслав Алексеевич
- Бирюкова, Татьяна Ивановна